# Obersteigen
Obersteigen (Elzassisch: Ower schtéie) is een plaats in het Franse departement Bas-Rhin in de regio Grand Est. De plaats maakt deel uit van het arrondissement Molsheim.
Sinds 1794 was Obersteigen onderdeel van de gemeente Engenthal tot deze op 1 november 1974 fuseerde met Wangenbourg tot de gemeente Wangenbourg-Engenthal.